# Сант'Андреа (Потенца)
Сант'Андреа (итал. Sant'Andrea) је насеље у Италији у округу Потенца, региону Базиликата.
Према процени из 2011. у насељу је живело 176 становника. Насеље се налази на надморској висини од 699 м.